# Засілля
Засілля — селище в Україні, у Первомайській селищній громаді Миколаївського району Миколаївської області. Населення становить 857 осіб.

## Населення
Згідно з переписом УРСР 1989 року чисельність наявного населення селища становила 921 особа, з яких 416 чоловіків та 505 жінок.
За переписом населення України 2001 року в селищі мешкало 857 осіб.

### Мова
Розподіл населення за рідною мовою за даними перепису 2001 року:
| Мова       | Відсоток |
| ---------- | -------- |
| українська | 94,28 %  |
| російська  | 5,72 %   |

### Загинули
- Булавка Микола Володимирович (1974—2022) — прапорщик Збройних сил України, учасник російсько-української війни, що загинув у ході російського вторгнення в Україну в 2022 році.

У Засіллі похований Філоненко Максим Валерійович (1977—2014) — солдат Збройних сил України, учасник російсько-української війни (з 2014 року).